# Syrische Republiek (1930-1958)
De Syrische Republiek (Arabisch: الجمهورية السورية / al-Jumhūrīyah as-Sūrīyah, Frans: République syrienne) was de officiële benaming voor Syrië van 1930 tot 1958.

## Geschiedenis
Tot aan de Tweede Wereldoorlog was de Syrische Republiek een onderdeel van het Frans Mandaat voor Syrië en Libanon. Syrië werd in 1944 erkend als onafhankelijke staat en de feitelijke onafhankelijkheid werd verkregen in 1946 toen de laatste Franse troepen het land verlieten. In 1958 vormde de Syrische Republiek samen met Egypte de Verenigde Arabische Republiek. 
De Syrische Republiek kwam in 1930 voort uit de staat Syrië. In 1936 sloten de Staat der Alawieten en de Druzenstaat zich aan bij de Syrische Republiek. De Sandjak Alexandretta was een autonoom onderdeel binnen de Syrische Republiek, maar dit gebied splitste zich in 1938 af als de Republiek Hatay en is sinds 1939 geannexeerd door Turkije.